# Getting Home
Getting Home (Luo ye gui gen) es una película de carretera y comedia 2007 protagonizada por Zhao Benshan y dirigida por Zhang Yang.

## Sinopsis
El obrero Zhao presencia la muerte de su amigo Liu Quanyou (Qiwen Hong) mientras beben licor, y se propone la tarea de cargar con el cadáver hasta llevarlo a su lugar de nacimiento con el propósito de que tenga un entierro digno. Su objetivo es frustrado, mientras viajaba en un bus, al ser bajado por los pasajeros que descubrieron el estado del supuesto compañero de viaje de Zhao. A partir de ese momento, viajará con el cuerpo a rastras enfrentando muchas dificultades y relacionándose con personas de variado genio.